# Faggenbach
De Faggenbach, of ook wel kortweg Fagge genaamd, is een rechterzijrivier van de Inn. De rivier stroomt door het Kaunertal in de Oostenrijkse deelstaat Tirol. De rivier ontspringt nabij de 3518 meter hoge Weißseespitze in de Weißkam van de Ötztaler Alpen. Bij Prutz voegt de rivier zich bij de Inn. De rivier zorgt voor de afwatering van het smeltwater van onder andere de Gepatschferner. Aan de bovenloop van de rivier is het stuwmeer Gepatschspeicher aangelegd. Hier wordt water uit de Faggenbach via een 13,2 kilometer waterleiding naar een krachtcentrale bij Prutz gepompt. Nog voor de Fagge dit stuwmeer bereikt, neemt de rivier het water op van de Schiltibach en de Riffler Bach, die op zijn beurt reeds het water van de Krummgampenbach heeft opgenomen. Even later volgt opname van de Ölgrubenbach in de Faggenbach. De Kaiserseebach en de Bliggbach monden uit in het Gepatschspeicher. Hierna volgen nog vele andere zijriviertjes tot bij de monding van de Faggenbach in de Inn.,

## Linker zijriviertjes
- Riffler Bach
- Kaiserseebach
- Fissladbach
- Murbach
- Hinterer Kuppbach
- Vorderer Kuppbach
- Frauenstallbach
- Urfelbach
- Petersbach
- Markbach

## Rechter zijriviertjes
- Schiltibach
- Ölgrubenbach
- Bliggbach
- Rostizbach
- Watzebach
- Rötbach
- Madatschbach
- Tieftalbach
- Verpeilbach
- Gsallbach
- Bodenbach
- Gallruttbach (of Nufelsbach)
- Feltlinbach
- Lahnbach
- Prantacher Mühlbach
- Schloßbach

- Virtual International Authority File: 149317370